# Крайняя Щель
Крайняя Щель — хутор в Туапсинском районе Краснодарского края.
Входит в состав Шаумянского сельского поселения.

## География
Хутор Крайняя Щель расположен у железной дороги, на левом берегу реки Ватепси, вдоль лесовозной дороги Шаумян—Садовое, в 23 км от села Шаумян и в 65 км от города Туапсе.

## История
Хутор Крайняя Щель имел в 1972 году 12 дворов.

## Население
| 2002 | 2010 |
| ---- | ---- |
| 21   | ↘8   |

## Улицы
В хуторе всего одна улица — Центральная.